# Tomba della famiglia Della Gherardesca
La tomba della famiglia della Gherardesca, a Pisa, è un complesso monumentale tombale che raccoglieva le ossa dei membri dell'antica casata dei della Gherardesca, conti di Donoratico.

## Storia e descrizione
Tale tomba si trovava un tempo nella chiesa di San Francesco in Pisa di cui i Della Gherardesca erano patrocinatori. Fu scolpita in marmo da Lupo di Francesco ed era composta da vari elementi tra cui il sarcofago, statue e pinnacoli gotici. La tomba doveva essere in origine policroma e tracce della colorazione sono visibili tutt'oggi.
A causa delle alterne vicende della chiesa che la videro due volte trasformarsi in caserma militare, prima sotto il dominio fiorentino, poi sotto quello napoleonico, la tomba fu smembrata e i pezzi spostati in più luoghi distinti. In tempi più recenti fu infine ricomposta in due grossi pezzi: la parte col sarcofago è stata collocata nel Camposanto monumentale, mentre alcune statue e le guglie della sommità sono visibili nel Museo nazionale di San Matteo, entrambi a Pisa.
Nel 1944, a causa dell'incendio del soffitto del Camposanto e conseguente distruzione, la tomba monumentale subì seri danni. Nel dopoguerra fu restaurata, ma fu rimontata in modo diverso, accantonando alcune parti.